# 大屋哲男
大屋 哲男（、1957年〈昭和32年〉11月24日 - ）はVFXプロデューサー、VFXスーパーバイザー。株式会社ピクチャーエレメント前代表取締役テクニカルプロデューサー。埼玉県出身。
日本のVFX業界団体・VFX-JAPANで理事を務めていた。

## 来歴
1980年（昭和55年）にマリンポストへ入社。日本国外のCMポストプロダクションコーディネーターとして活動したのち、映画『竹取物語』より東宝特撮映画の特殊視覚効果を手掛ける。平成ゴジラシリーズや平成モスラシリーズなど、川北紘一が特技監督を務めた作品には『ゴジラvsビオランテ』（1989年）以降すべて参加している。
2008年（平成20年）にピクチャーエレメントを設立。
『のぼうの城』（2012年）以降はCG制作の現場を離れ、スーパーバイザーなどの肩書でVFXの作業環境を整える立場となっている。
2019年（令和元年）9月18日にピクチャーエレメントが破産手続開始決定を受けたと同時に、大屋自身も東京地方裁判所から破産手続開始決定を受けた。大屋自身の破産管財人はピクチャーエレメントと同一である。

## エピソード
川北が特撮監督を務めた『ガンヘッド』（1989年）では、合成はIMAGICAがメインであったため参加できず、声をかけてほしかったと川北に伝えたところ次作『ゴジラvsビオランテ』に呼ばれた。しかし、撮影所へ赴くと川北から監督の大森一樹を紹介され、特撮ではなく本編の合成を担当することとなった。
メーサー光線のアニメーションを担当していた際は、川北から光線を穴が空いているところすべてから撃つよう指示されていたという。

## 代表作

### テレビ
- 2009年 - 誰かが嘘をついている - CG

### 映画
- 1987年 - 竹取物語[1]
- 1989年 - ゴジラvsビオランテ - CG[5][3]
- 1991年 - ゴジラvsキングギドラ - CG
- 1992年 - ゴジラvsモスラ - オプチカルスーパーバイザー
- 1993年 - ゴジラvsメカゴジラ - オプチカルスーパーバイザー
- 1994年 - ゴジラvsスペースゴジラ - スーパーバイザー
- 1995年 - ゴジラvsデストロイア - CGプロデューサー[5]
- 1996年 - (ハル)
- 1996年 - 八つ墓村 - 特殊視覚効果
- 1996年 - あぶない刑事リターンズ - 視覚効果
- 1996年 - モスラ - 特殊視覚効果プロデュース
- 1997年 - 失楽園 - 視覚効果
- 1997年 - モスラ2 海底の大決戦 - 特殊視覚効果プロデュース
- 1998年 - ジューンブライド 6月19日の花嫁 - デジタルエフェクト
- 1998年 - あぶない刑事FOREVER THE MOVIE - 視覚効果プロデュース
- 1998年 - モスラ3 キングギドラ来襲 - 特殊視覚効果プロデュース
- 1999年 - お受験 - 合成
- 1999年 - ゴジラ2000 ミレニアム - 特殊視覚効果プロデュース[5]
- 2000年 - 千里眼 - VFXプロデューサー
- 2000年 - ゴジラ×メガギラス G消滅作戦 - ビジュアル イフェクト スーパーバイザー
- 2001年 - ゴジラ・モスラ・キングギドラ 大怪獣総攻撃 - デジタル・CGコーディネーター[5]
- 2002年 - なごり雪 - CG製作
- 2003年 - COSMIC RESCUE - VFXプロデューサー
- 2003年 - スパイ・ゾルゲ - VFXプロデューサー
- 2003年 - バーズ・アイ BIRD'S EYE - VFXスーパーバイザー
- 2004年 - キューティーハニー - VFXプロデューサー[出典 1]
- 2004年 - 父と暮せば - VFXプロデューサー
- 2004年 - NIN×NIN 忍者ハットリくん THE MOVIE - VFXプロデューサー
- 2004年 - 理由 - VFXスーパーバイザー
- 2005年 - 戦国自衛隊1549 - VFXプロデューサー
- 2005年 - 着信アリ2 - プロダクションスーパーバイザー
- 2005年 - まだまだあぶない刑事 - 視覚効果プロデュース
- 2006年 - 日本沈没 - VFXプロデューサー
- 2006年 - スケバン刑事 コードネーム=麻宮サキ - プロダクションマネージャー
- 2008年 - おろち - VFXプロデューサー
- 2009年 - キラー・ヴァージンロード - VFXプロデューサー
- 2011年 - 太平洋の奇跡 -フォックスと呼ばれた男- - ポストプロダクションスーパーバイザー[2]
- 2012年 - 巨神兵東京に現わる - テクニカル プロデューサー[2]
- 2012年 - のぼうの城 - VFXプロデューサー[出典 1]
- 2013年 - プラチナデータ - ポストプロダクションプロデューサー[2]
- 2013年 - 清須会議 - テクニカルプロデューサー[2]
- 2015年 - ジョーカー・ゲーム - ポストプロダクションスーパーバイザー
- 2015年 - 進撃の巨人 ATTACK ON TITAN - テクニカルプロデューサー[出典 1]
- 2015年 - 進撃の巨人 ATTACK ON TITAN エンド オブ ザ ワールド - テクニカルプロデューサー[2]
- 2016年 - シン・ゴジラ - VFXプロデューサー[5][2]
- 2016年 - デスノート Light up the NEW world - テクニカルプロデューサー
- 2017年 - 鋼の錬金術師 - テクニカルプロデューサー
- 2018年 - いぬやしき - ポスプロプロデューサー
- 2018年 - パンク侍、斬られて候 - テクニカルプロデューサー
- 2018年 - BLEACH 死神代行篇 - ポスプロプロデューサー
- 2019年 - キングダム - テクニカルプロデューサー

## 受賞歴
- 2007年 - 第1回アジア・フィルム・アワード視覚効果賞（『日本沈没』 / ノミネート）
- 2017年 - 第11回アジア・フィルム・アワード視覚効果賞（『シン・ゴジラ』）